# 比奧格勒納莫魯
比奧格勒納莫魯（塞爾維亞-克羅埃西亞語發音：[bîoɡraːd na môːru] or [biǒɡrad]），是克羅地亞的一座城市，位於北達爾馬提亞地區，歸扎達爾縣管轄，因曾爲中世紀時期克羅地亞王國的國都而聞名。
該城市位於亞得里亞海濱，其名意譯爲「海濱白鎮」，是一個重要的觀光勝地。1月均溫攝氏7度，7月均溫24.5度。根據2011年的統計，人口爲5,528人。